# NGC 3436
NGC 3436 је лентикуларна галаксија у сазвежђу Лав која се налази на NGC листи објеката дубоког неба.
Деклинација објекта је + 8° 5' 39" а ректасцензија 10h 52m 27,4s. Привидна величина (магнитуда) објекта NGC 3436 износи 13,9 а фотографска магнитуда 14,9. NGC 3436 је још познат и под ознакама MCG 1-28-16, CGCG 38-39, MK 1266, Todd 6, PGC 32633.